# Godeleva de Ghistelles
Santa Godeleva (también Godelieve, Godeliève, Godelina) (c. 1049-6 de julio de 1070) fue una santa flamenca.

## Leyenda
La tradición establece que era una joven piadosa y muy requerida por los pretendientes por ser joven y bella. Godelina, sin embargo, se convirtió en una religiosa. Un noble llamado Bertulfo (Berthold) de Gistel, sin embargo, decidido a casarse con ella, invocó con éxito la ayuda del protector del padre de Godelina, Eustaquio, conde de Boulogne. La suegra de Godelina pronto obligó a la joven novia a vivir en una celda estrecha y con poca comida. Godelina decidió compartir esta comida con los pobres. Bertulfo también difundió rumores falsos sobre Godelina por lo que el matrimonio no se consumó.
Godelina logró escapar a casa de su padre, Hemfrid, señor de Wierre-Effroy. Hemfrido, apelando al obispo de Tournai y Soissons y conde de Flandes, logró restablecer la posición legítima de esposa de Bertulfo. Godeleva regresó a Gistel y poco después, bajo orden de su marido, fue estrangulada por dos esbirros, arrojada al mar y considerada como muerta natural.

## Después de su muerte
Bertulfo se casó de nuevo y, fruto de ese matrimonio, nació una hija ciega. La tradición dice que la hija de Bertulfo fue curada por la intercesión de Santa Godelina. Bertulfo, arrepentido de sus crímenes, fue a Roma para pedir la absolución. Fue en una peregrinación a Tierra Santa, y se hizo monje en Saint-Winoc en Bergues.
La hija de Bertolf estableció un monasterio benedictino en Gistel, que fue dedicado a Santa Godelina. La hija de Bertulfo se unió a la nueva comunidad como una monja.
Drogo, un monje en la antigua abadía de Sint-Winoksbergen (por su nombre en neerlandés), escribió la biografía de Godelina, elVita Godeliph, unos diez años después de su muerte.

## Veneración
El cuerpo de Godelina fue exhumado en 1084 por el obispo de Tournai y Noyon, en presencia de Gertrudis de Sajonia, la esposa de Roberto I de Flandes, el abad de San Winnoc y un número de clérigos. La veneración popular hacia Godelina se desarrolló a partir de entonces. Cada año, el domingo siguiente al 5 de julio, se celebra la procesión de San Godelina en Gistel. Su aniversario es el 6 de julio. Es una de las patronas de los santos del tiempo.